# 沙尔梅
沙尔梅（法語：Charmé，法語發音：[ʃaʁme]）是法国夏朗德省的一个市镇，属于孔福朗区。

## 地理
沙尔梅（45°57'8"N, 0°7'2"E）面积11.42 平方千米，位于法国新阿基坦大区夏朗德省，该省份为法国西部内陆省份，北起德塞夫勒省和维埃纳省，东临上维埃纳省，东南至多尔多涅省，南至多爾多涅省，西接滨海夏朗德省。
与沙尔梅接壤的市镇（或旧市镇、城区）包括：贝塞、瑞耶、利涅、萨勒德维勒法尼昂、蒂松、库尔科姆。

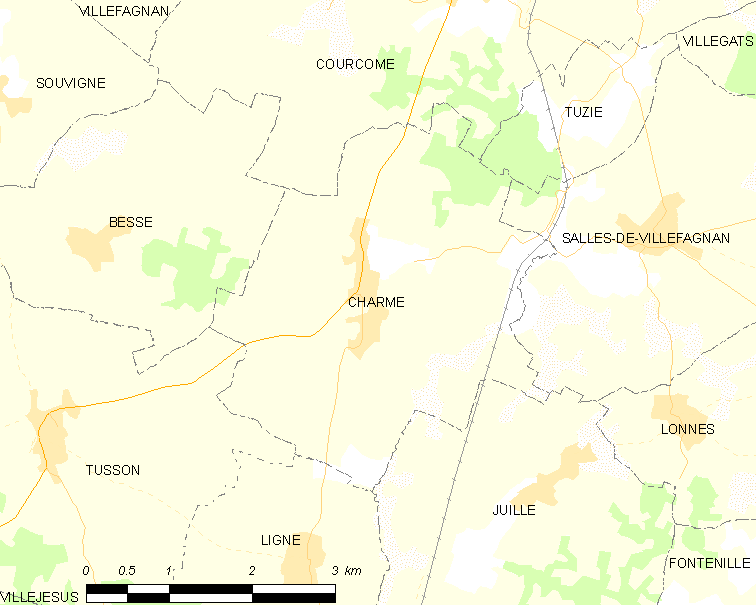
沙尔梅的OSM定位图

沙尔梅的时区为UTC+01:00、UTC+02:00（夏令时）。

## 行政
沙尔梅的邮政编码为16140，INSEE市镇编码为16083。

## 政治
沙尔梅所属的省级选区为夏朗德北县。

## 人口

1962-2008年间沙尔梅人口变化图示

沙尔梅于2022年1月1日时的人口数量为340人。